# Circaète Jean-le-Blanc
Circaetus gallicus
 (septembre 2009).
Espèce
Statut de conservation UICN

 LC  : Préoccupation mineure
Statut CITES
Le Circaète Jean-le-Blanc (Circaetus gallicus) est une espèce de rapaces spécialisée dans la chasse aux reptiles, principalement les serpents.
C'est également un excellent planeur et, comme les vautours, il se déplace habituellement sans battre des ailes, profitant au maximum de la brise et des ascendances thermiques, les ailes largement étendues.
Oiseau migrateur, il passe l'hiver en Afrique et revient en Europe de début mars à fin septembre pour se reproduire.

## Description
Le Circaète Jean-le-Blanc est un rapace de grande taille, mesurant de 65 à 70 cm de longueur pour 1,70 à 1,85 m d'envergure et une masse allant de 1,5 à 3 kg (chez les plus grandes femelles).
Il a le dessus des ailes brun et le dessous blanc. Le corps est parsemé de taches colorées, de couleur et densité variables suivant les individus (entre beige clair et marron foncé). Ces touches de couleur forment des lignes parallèles sous les ailes et trois barres sous la queue.
Une bavette plus sombre s'étend du menton à la poitrine : d'après les spécialistes il n'y a pas de réel dimorphisme sexuel au niveau du plumage, mais généralement les femelles ont un plastron plutôt foncé, le mâle arborant une poitrine plus claire, parsemée de flammèches verticales sombres.
La tête est plutôt large, ronde, avec un bec court et des grands yeux jaunes, ce qui lui donne un peu un air de chouette. En fait, la tête du Circaète diffère de celle des autres rapaces diurnes : les yeux sont plus gros et dirigés vers l'avant, ce qui lui confère une très bonne vision binoculaire.

## Comportement

### Vol
Le Circaète Jean-le-Blanc est capable de vol stationnaire appelé également « vol du Saint-Esprit », il a un vol puissant et majestueux, planant au-dessus des montagnes ou le long des collines, en laissant fréquemment pendre ses pattes, et baissant la tête pour regarder au sol et chercher quelque proie.

### Alimentation

Un circaète Jean-le-Blanc tenant sa proie, dans les montagnes du Lagorai (Italie).

Son régime alimentaire est principalement composé de serpents.
La technique de chasse du Circaète est particulière : d'un vol plané, très lent, il survole une étendue de terrain dégagée, en scrutant le sol, à une hauteur moyenne (entre 50 et 200 mètres), et effectue à certains endroits des phases de vol stationnaire, de quelques secondes à plusieurs minutes, appelé « vol du Saint-Esprit ».
Pour cela il s'arrête simplement sur place en étendant ses ailes, face au vent, en régulant constamment les filets d'air par des changements plus ou moins rapides de l'extension de ses ailes, leur angle d'incidence, l'écartement de ses rémiges ou de sa queue, le tout en essayant de garder la tête le plus immobile possible.
Quand le vent est assez fort il lui arrive de battre des ailes pour rester sur place, un peu comme le faucon crécerelle, et éventuellement de laisser pendre ses pattes pour se stabiliser. Mais par temps calme il s'agit surtout de mouvements très légers, et il n'est pas rare de le voir complètement immobile dans le ciel, les ailes étendues, tel un cerf-volant.
Quand il a repéré une proie, il se laisse tomber en pliant ses ailes, généralement les pattes en avant, d'un piqué assez rapide. Soit il descend jusqu'au sol d'un mouvement continu, pour attraper sa proie, soit il s'arrête à nouveau en vol à faible hauteur, scrute encore le sol, et achève sa descente, ou bien s'envole à nouveau pour recommencer ailleurs.
Le Circaète saisit le serpent dans ses serres (spécialisées, car ayant des doigts très courts, d'où son nom anglais de « Short-toed Eagle »), et l'achève à coups de bec au niveau de la tête. Après la capture le serpent est ingurgité tout de suite, complètement s'il est de petite taille ou, s'il est de grande taille, le Circaète l'emporte pour le digérer ailleurs; presque complètement si c'est un serpent qu'il va apporter en nourrissage : dans ce cas il laisse pendre un petit bout de la queue du serpent hors du bec, sur lequel son partenaire ou son jeune tirera pour l'extraire entièrement.
Pendant la phase de rapprochement des partenaires, lors de leur retour d'Afrique, il arrive que le mâle laisse pendre une très longue portion de couleuvre hors du bec : dans ce cas il s'agit pour lui d'attirer la femelle, pour lui faire une « offrande » en vue de l'accouplement.

### Nidification

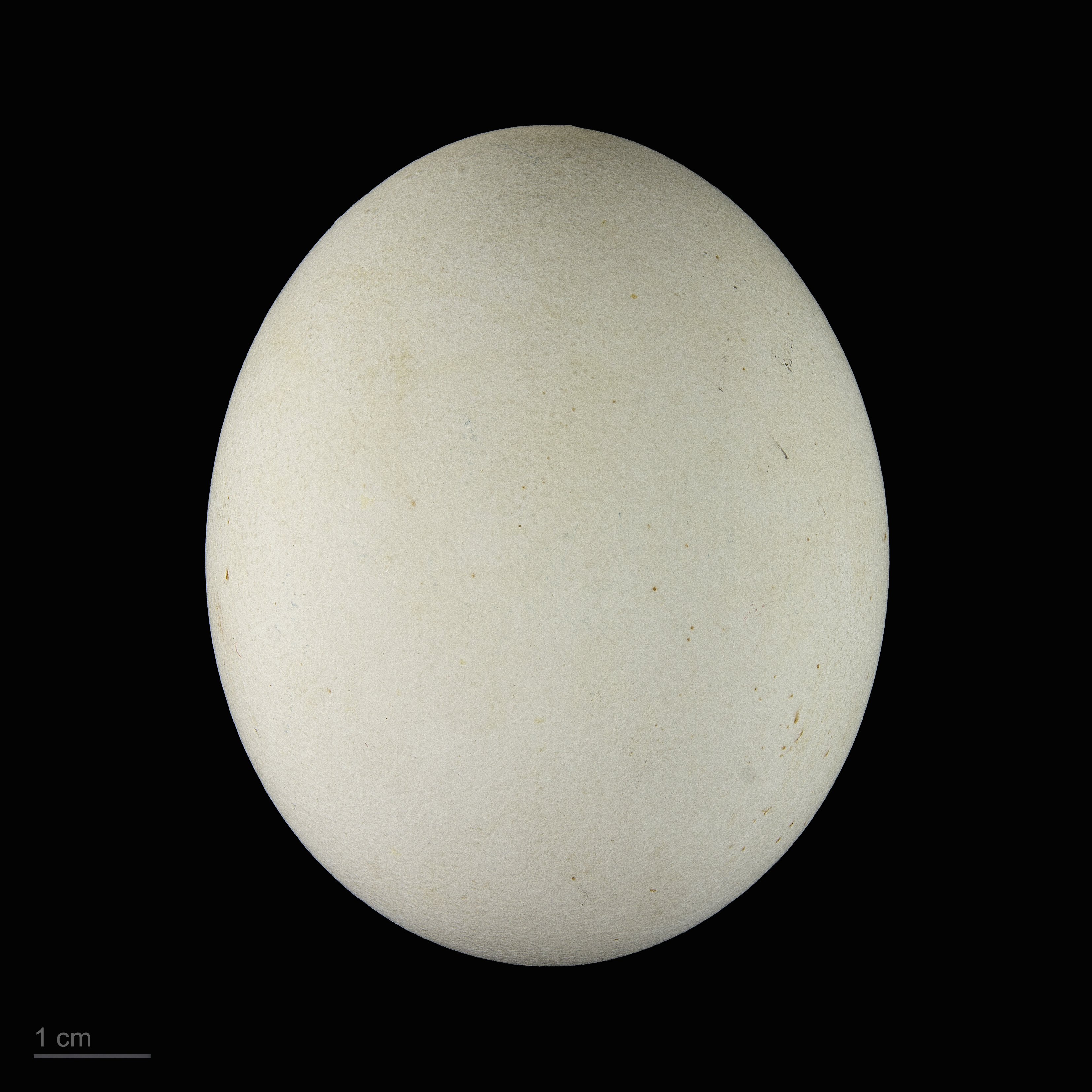
Œuf de Circaetus gallicus - MHNT.

Le nid du Circaète est relativement petit comparé à celui d'autres rapaces de sa taille. Il est construit dans un arbre, pin ou chêne vert suivant la région. Il n'est pas installé dans une fourche (comme celui des Buses ou des Vautours) mais placé le plus souvent en position latérale, ou bien au sommet d'un arbre tordu ou étêté, car du fait de son envergure le Circaète a besoin d'assez de place et d'un accès facile pour se poser. Plus rarement, il peut nicher sur une paroi rocheuse.
Mi-avril, la femelle ne pond qu'un seul œuf blanc, entre fin mars et mi-avril, elle le couve pendant environ 45 jours. Une seule ponte est effectuée par an.
Le mâle assure son nourrissage, et remplace parfois la femelle sur le nid lorsque celle-ci s'absente un moment. En cas de mauvais temps (pluie), si la chasse est impossible, les oiseaux jeûnent.
Après l'éclosion la durée d'élevage est encore assez longue, en moyenne 70 à 80 jours. Pendant ses 3 à 4 premières semaines, le poussin est vulnérable (prédateurs, mais aussi pluie ou froid), il est donc constamment couvert par la femelle. Elle dépèce les proies, et lui donne la becquée.
Son duvet est progressivement remplacé par des plumes, et vers l'âge d'un mois il est suffisamment emplumé pour que la femelle commence à quitter le nid, pour des périodes de plus en plus longues, notamment pour aider au nourrissage.
Il est alors capable d'ingurgiter un serpent en entier : les parents viennent se poser sur le nid avec la queue d'un serpent qui dépasse du bec, et le jeune doit tirer dessus pour l'extraire, et l'ingurgiter à son tour.
Pendant sa période de croissance, et d'achèvement du plumage, les parents apportent au nid un à plusieurs serpents par jour.
Pendant les heures de fort soleil, quand la température est importante, l'un des adultes vient sur le nid pour faire de l'ombre au jeune, au besoin en ouvrant un peu ses ailes pour faire écran.
Si tout va bien le jeune Circaète prend son premier envol au début du mois d'août. Au début, lors de ses premières tentatives de vol, il ne s'éloigne guère de la zone du nid, passant le plus clair de son temps perché, à guetter le retour d'un adulte. Le petit quitte le nid entre 70 et 75 jours, mais reste dépendant des adultes pendant un mois encore. 
Puis il s'enhardit progressivement à voler un peu plus loin, un peu plus longtemps, et lorsqu'il a atteint une certaine maîtrise et endurance, il va parfois jusqu'à suivre l'un de ses parents, occupé à chasser pour le nourrir, et finit par s'essayer lui aussi à la technique du vol sur place, qui lui permettra plus tard de se nourrir par lui-même.

## Répartition

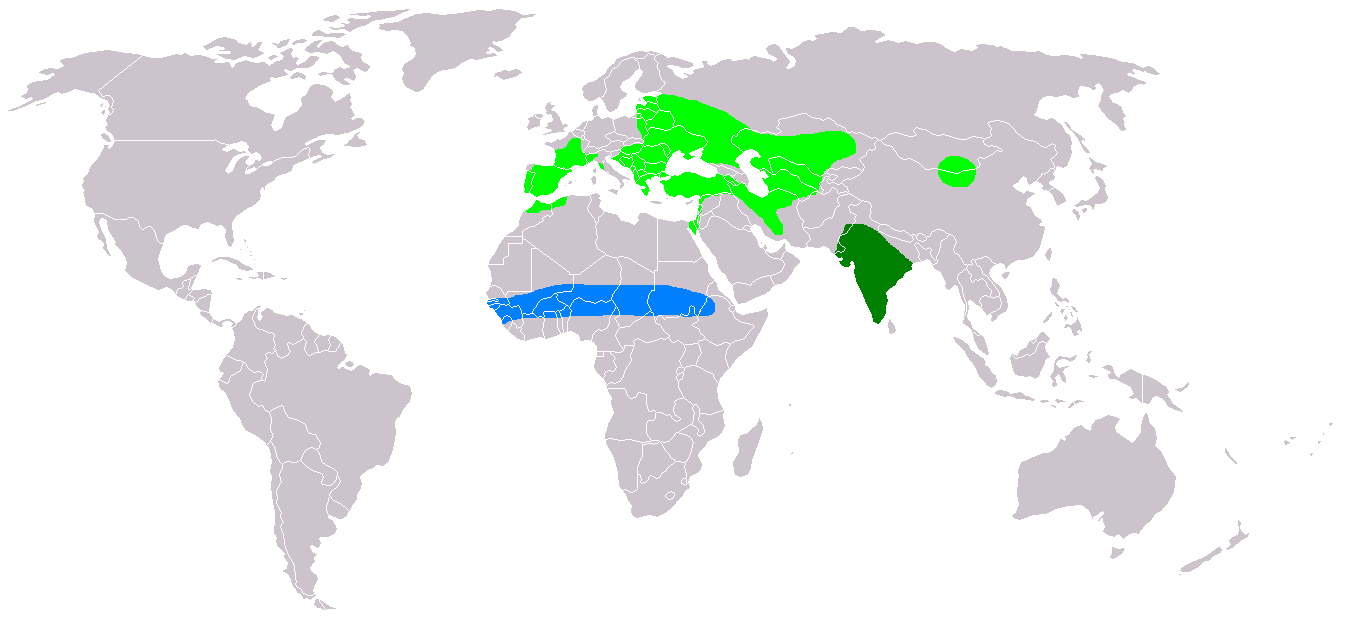
habitat permanent
zone d'hivernage
nidification

Répandu en Eurasie et dans le Nord-Ouest de l'Afrique, le Circaète est présent en Europe uniquement au sud du 55e parallèle.
Migrateur au long cours, il hiverne en Afrique (du Sénégal à l'Éthiopie). En France, ce visiteur d'été est plus fréquent dans le tiers méridional du pays.

### Habitat
Oiseau typique des climats chauds à faibles précipitations, il niche dans des milieux boisés ouverts qui alternent avec de grandes clairières ainsi que dans des zones sablonneuses, soit au niveau de la mer, soit sur des sommets de moins de 2 000 mètres d'altitude.
Les Circaètes partent en migration assez tard, entre le milieu et la fin du mois de septembre.

## Protection
Le Circaète Jean-le-Blanc bénéficie d'une protection totale sur le territoire français depuis l'arrêté ministériel du 17 avril 1981 relatif aux oiseaux protégés sur l'ensemble du territoire. Il est inscrit à l'annexe I de la directive Oiseaux de l'Union européenne. Il est donc interdit de le détruire, le mutiler, le capturer ou l'enlever, de le perturber intentionnellement ou de le naturaliser, ainsi que de détruire ou enlever les œufs et les nids et de détruire, altérer ou dégrader leur milieu. Qu'il soit vivant ou mort, il est aussi interdit de le transporter, colporter, de l'utiliser, de le détenir, de le vendre ou de l'acheter.

## Sous-espèces
D'après la classification de référence (version 14.1, 2024) de l'Union internationale des ornithologues, le Circaète Jean-le-Blanc possède 2 sous-espèces (ordre philogénique) :
- Circaetus gallicus gallicus (Gmelin, JF, 1788) : paléarctique occidental et sous-continent indien ;
- Circaetus gallicus sacerdotis Ng, NSR, Christidis, Olsen, Norman & Rheindt, 2017 : de l'est de Java, au Timor.

Circaetus gallicus heptneri  Dementiev, 1932 est incluse avec Circaetus gallicus gallicus.